# Rauni Janser
Rauni Sisko Matintytär Janser, född 30 maj 1933 i Kotka, död 26 mars 2025 i Lund, var en finländsk-svensk intendent. 
Janser, som är dotter till Matti Leviö och Signe Hietala, blev filosofie kandidat 1978 samt studerade etnologi 1982 och konstvetenskap 1987. Hon var kontorist 1953–1965, föreståndare för konstgalleri 1965–1980, forskningsassistent 1981–1983 och var chef för Tomelilla konsthall 1983–1998. Hon var projektledare för Barn och Bild i Tomelilla kommun 1985–1986.
Janser var gift första gången 1954–1967 dataoperatör Conny Nilsson och andra gången 1969–1989 med konstnär Gunnar Janser.